# Yoo In-na
Yoo In-na (hangul: 유인나, hancha: 劉寅娜; ur. 5 czerwca 1982 w Seongnamie) – południowokoreańska aktorka i DJ-ka. Po roli drugoplanowej w Jibungttulgo haikik (2009–2010) i Secret Garden (2010), zyskała popularność dzięki głównej roli w serialu In-hyeon wanghu-ui namja (2012). Grała też główną rolę m.in. w Przybyłeś z Gwiazd (2013–2014). Jest także DJ-ką wysoko ocenianego programu radiowego Let's Crank Up the Volume. Wystąpiła także w serialu Goblin (2016–2017), jednym z serialów kablowej stacji telewizyjnej z najwyższą oglądalnością w Korei Południowej.
Yoo ukończyła Gachon University.

## Biografia

### 1998–2006: Początki kariery
W 1998 roku Yoo dołączyła do agencji talentów, aby zostać piosenkarką. Była blisko debiutu w girlsbandzie, ale nie udało jej się. Stwierdzając, że miała trudności z zapamiętaniem choreografii tanecznej wymaganej od wokalistek K-popowych i po ćwiczeniach przez osiem godzin dziennie, sześć dni w tygodniu, zrezygnowała z kariery idolki. Porzuciła śpiewanie i w 2006 roku dołączyła do YG Entertainment w nadziei na zostanie aktorką. 

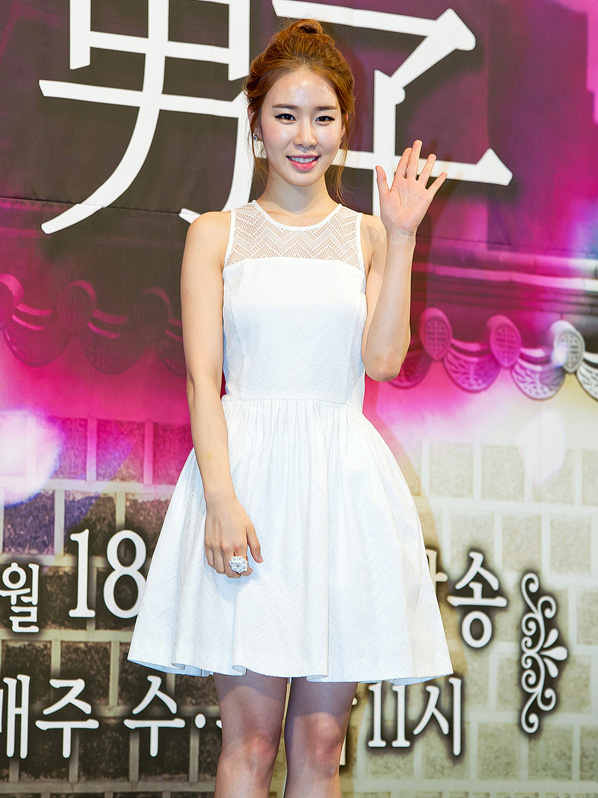
Yoo In-na podczas prezentacji serialu tvN In-hyeon wanghu-ui namja, która odbyła się 16 kwietnia 2012 r.

### Od 2009: Przełom w karierze, wzrost popularności i wiodące role
Przełom w jej karierze nastąpił w 2009 roku po roli w High Kick Through The Roof, kiedy to wywarła wrażenie na widzach, a jej popularność wzrosła. Następnie pojawiła się w kilku rolach drugoplanowych, m.in. w serialu Secret Garden z 2010 roku, za którą otrzymała nagrodę dla najlepszej nowej aktorki. W 2011 wystąpiła w serialu Choego-ui sarang. Od 3 marca 2011 do 4 czerwca 2012 roku była prowadzącą Night of TV Entertainment, za co otrzymała nagrodę najlepszego artysty w programie rozrywkowym. Była również DJ-em w programie KBS Cool FM Let's Crank Up the Volume, który był najwyżej notowanym programem radiowym zarówno w paśmie AM jak i FM. Również w 2011 roku wystąpiła w duecie z Humming Urban Stereo w piosence „You, That Day” (kor. 넌 그날 (You That Day)) i pojawiła się na ścieżce dźwiękowej do filmu My Black Mini Dress wraz z innymi członkami obsady Yoon Eun-hye, Park Han-byul i Cha Ye-ryun.
W 2012 roku Yoo zagrała swoją pierwszą główną rolę w serialu stacji tvN In-hyeon wanghu-ui namja, wcielając się w Choi Hee-jin, niezbyt znaną aktorkę, która spodziewa się rozkwitu kariery dzięki roli królowej In Hyun w serialu telewizyjnym. Następnie dołączyła do obsady Choegoda Lee Soon-shin, a także wcieliła się w postać Yoo Se-mi w serialu Przybyłeś z Gwiazd.

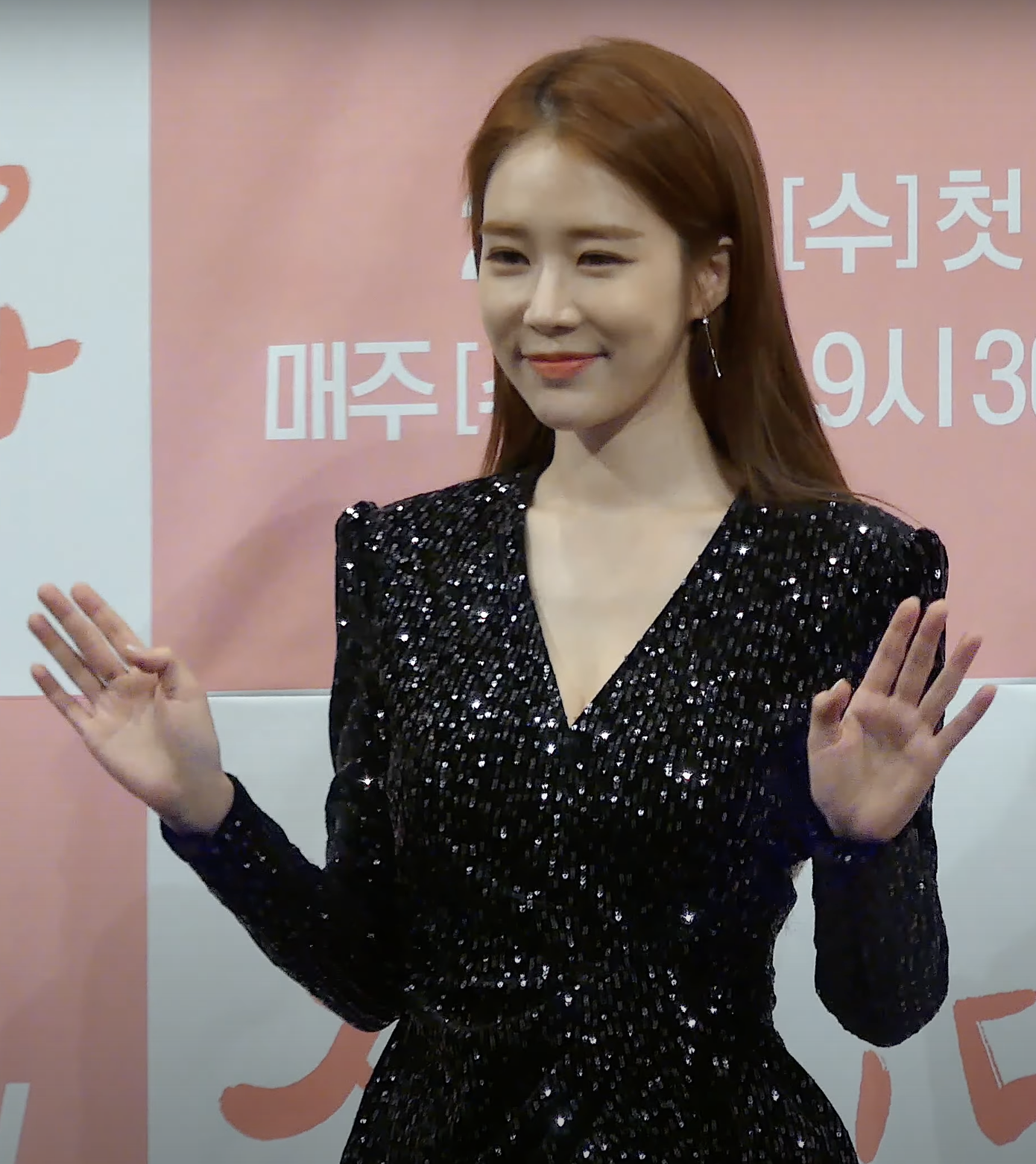
Yoo In-na, prezentacja serialu Jinsim-i data 29 stycznia 2019 roku

5 marca 2014 roku została nową prowadzącą programu Get It Beauty. Jeszcze w tym samym roku pojawiła się w serialu My Secret Hotel w roli Nam Sang-hyo, szefowej działu planowania ślubów w The Secret Hotel, jednym z najbardziej elitarnych i luksusowych hoteli w Korei, kiedy to nagle przychodzi jej stanąć przed największym wyzwaniem w swojej pracy, gdy klientem okazuje się jej były mąż architekt Gu Hae-young, w którego rolę wcielił się Jin Yi-han. Ze względu na popularność serialu Przybyłeś z Gwiazd w Chinach, Yoo wystąpiła w 2015 roku u boku Godfreya Gao w chińskim filmie Hunli Shengjing.
W 2016 roku wystąpiła w serialu Goblin jako Sunny. Jej postać została dobrze przyjęta i otrzymała pochlebne recenzje. W 2018 roku Yoo była współprowadzącą program Cafe Amor. W 2019 roku zagrała w serialu Jinsim-i data, wcielając się w postać aktorki pracującej pod przykrywką w kancelarii prawnej, która przygotowuje się do roli adwokata w serialu. Na planie ponownie spotkała się z Lee Dong-wookiem, z którym grała dwa lata wcześniej w serialu Goblin. Dong-wook i In-na ponownie wcielili się w serialową parę. W czerwcu 2020 roku ogłoszono, że dołączyła do głównej obsady serialu The Spies Who Loved Me, gdzie zagra Kang Ah-reum, projektantkę sukien ślubnych i właścicielkę sklepu Areumdaun Dress. W 2021 roku wcieliła się w postać Kang Chung-ya w serialu Seolganghwa: Snowdrop, który był emitowany od 18 grudnia 2021 do 30 stycznia 2022 roku w stacji JTBC. W 2023 zagra w serialu Bo-ra! Deborah, który swoją premierę będzie miał 12 kwietnia.

## Filmografia

### Filmy
| Rok  | Tytuł                                | Rola                   |
| ---- | ------------------------------------ | ---------------------- |
| 2006 | Arang                                | Pokojówka hotelowa     |
| 2010 | The Fair Love                        | Jin-jee                |
| 2011 | My Black Mini Dress                  | Min-hee                |
| 2012 | Love Fiction                         | Soo-jung / Kyung-sook  |
| 2015 | Hunli Shengjing (ang. Wedding Bible) |                        |
| 2020 | Mr. Zoo: The Missing VIP             | Ming-Ming (Głos Pandy) |
| 2021 | New Year Blues                       | Hyo-young              |

### Seriale
| Rok       | Tytuł                    | Rola                           | Stacja telewizyjna |
| --------- | ------------------------ | ------------------------------ | ------------------ |
| 2009-2010 | Jibungttulgo haikik      | Yoo In-na                      | MBC                |
| 2010      | Secret Garden            | Min Ah-young                   | SBS                |
| 2011      | Choego-ui sarang         | Kang Se-ri                     | MBC                |
| 2011      | Birdie Buddy             | Lee Gong-sook                  | tvN                |
| 2012      | In-hyeon wanghu-ui namja | Choi Hee-jin                   | tvN                |
| 2013      | Choegoda Lee Soon-shin   | Lee Yoo-shin                   | KBS2               |
| 2013-2014 | Gamjabyeol 2013QR3       | Cameo, odc. 4                  | tvN                |
| 2013-2014 | Przybyłeś z Gwiazd       | Yoo Se-mi                      | SBS                |
| 2014      | My Secret Hotel          | Nam Sang-hyo                   | tvN                |
| 2015      | Pungseonkkeom            | DJka radiowa (głos; gościnnie) | tvN                |
| 2015      | The Secret Message       | Amy                            | Naver              |
| 2016      | Hanbeon deo haepiending  | Go Dong-mi                     | MBC                |
| 2016-2017 | Goblin                   | Kim Sun (Sunny)                | tvN                |
| 2019      | Jinsim-i data            | Oh Jin-shim                    | tvN                |
| 2020      | The Spies Who Loved Me   | Kang Ah-reum                   | MBC                |
| 2021–2022 | Seolganghwa: Snowdrop    | Kang Chung-ya                  | JTBC               |
| 2023      | Bo-ra! Deborah           | Yeon Bo-ra / Deborah           | ENA                |

### Programy rewiowe/radiowe
| Rok       | Tytuł                                    | Uwagi                | Stacja telewizyjna |
| --------- | ---------------------------------------- | -------------------- | ------------------ |
| 2010-2011 | Heroes                                   | obsada               | SBS                |
| 2011-2012 | TV Entertainment Tonight                 | MC                   | SBS                |
| 2011-2016 | Yoo In-Na's Let's Crank Up the Volume    | DJ                   | KBS Cool FM        |
| 2013      | Little Big Hero                          | Narratorka           | tvN                |
| 2014      | Get It Beauty                            | MC                   | OnStyle            |
| 2015      | The Return of Superman                   | Narratorka (odc. 96) | KBS2               |
| 2015      | Fashion King Korea (Sezon 3)             | MC                   | SBS                |
| 2018      | Cafe Amor                                | obsada               | JTBC               |
| 2019      | Funding Together                         | obsada               | MBC                |
| 2020      | Love of 7.7 Billion                      | gospodarz            | JTBC               |
| 2021      | Phone Cleansing                          | obsada               | MBC                |
| 2022      | A Very Personal Relationship: Between Us | gospodarz            | JTBC               |

### Teledyski
| Rok  | Tytuł piosenki    | Artysta              | Przy.  |
| ---- | ----------------- | -------------------- | ------ |
| 2010 | „Tell Me Goodbye” | Big Bang             | [ 27 ] |
| 2010 | „In My Head”      | Brian Joo            | [ 28 ] |
| 2011 | „You, That Day”   | Humming Urban Stereo | [ 9 ]  |

## Nagrody i nominacje
| Ceremonia                            | Rok  | Kategoria                                                          | Nominowany                                  | Rezultat  | Przy.         |
| ------------------------------------ | ---- | ------------------------------------------------------------------ | ------------------------------------------- | --------- | ------------- |
| APAN Star Awards                     | 2012 | Nagroda Wschodzącej Gwiazdy                                        | In-hyeon wanghu-ui namja                    | Wygrana   | [ 7 ]         |
| Asia Model Festival Awards           | 2013 | BBF Pop Star Award                                                 | Yoo In-na                                   | Wygrana   | [ 29 ]        |
| Baeksang Arts Awards                 | 2011 | Najlepsza nowa aktorka telewizyjna                                 | Secret Garden                               | Wygrana   | [ 2 ]         |
| DramaFever Awards                    | 2017 | Najlepsza aktorka drugoplanowa                                     | Goblin                                      | Wygrana   | [ 30 ]        |
| Fashionista Awards                   | 2017 | Najlepsza Fashionistka – Sekcja Telewizji i Filmów                 | Goblin                                      | Nominacja | [ 31 ]        |
| KBS Drama Awards                     | 2013 | Najlepsza aktorka drugoplanowa                                     | Choegoda Lee Soon-shin                      | Nominacja | [ 32 ]        |
| KBS Entertainment Awards             | 2014 | Najlepszy DJ radiowy                                               | Let's Crank Up the Volume                   | Wygrana   | [ 33 ]        |
| Korea Drama Awards                   | 2011 | Najlepsza aktorka drugoplanowa                                     | Secret Garden, Choego-ui sarang             | Nominacja | [ 34 ] [ 35 ] |
| Korea Drama Awards                   | 2017 | Najlepsza aktorka drugoplanowa                                     | Goblin                                      | Nominacja |               |
| Korea Drama Awards                   | 2019 | Nagroda za doskonałość, Aktorka                                    | Jinsim-i data                               | Nominacja | [ 36 ]        |
| MBC Drama Awards                     | 2011 | Najlepsza nowa aktorka w miniserialu                               | Choego-ui sarang                            | Nominacja | [ 37 ]        |
| MBC Drama Awards                     | 2020 | Nagroda za doskonałość, Aktorka w miniserialu od środy do czwartku | The Spies Who Loved Me                      | Nominacja |               |
| MBC Drama Awards                     | 2020 | Best Couple Award                                                  | Yoo In-na z Eric Mun The Spies Who Loved Me | Nominacja |               |
| MBC Entertainment Awards             | 2019 | Nagroda za doskonałość w różnorodności (Kobieta)                   | Funding Together                            | Nominacja |               |
| Olleh-Lotte Smartphone Film Festival | 2011 | Nagroda specjalna                                                  | Yoo In-na z Narsha Uninvited Guest          | Wygrana   | [ 38 ]        |
| SBS Entertainment Awards             | 2011 | Najlepszy artysta w programie rozrywkowym                          | Night of TV Entertainment                   | Wygrana   | [ 39 ]        |
| Soompi Awards                        | 2018 | Najlepsza aktorka drugoplanowa                                     | Goblin                                      | Wygrana   | [ 40 ]        |
| Style Icon Awards                    | 2014 | 10 najlepszych ikon stylu                                          | Yoo In-na                                   | Nominacja |               |
| tvN10 Awards                         | 2016 | Królowa komedii romantycznych                                      | In-hyeon wanghu-ui namja                    | Nominacja |               |